# FC Politehnica Timișoara
Fotbal Club Politehnica Timișoara, cunoscut sub numele de Politehnica Timișoara, Poli Timișoara, sau pe scurt Poli, a fost un club de fotbal profesionist din Timișoara, România, fondat în 1921 și desființat în septembrie 2012, ce a evoluat 44 de sezoane în prima ligă de fotbal a României. În timpul existenței sale, echipa a câștigat două Cupe ale României și a fost vicecampioana României de două ori.
Numit și condus inițial de Universitatea Politehnică Timișoara, clubul a fost fondat în 1921 de către un matematician, Traian Lalescu. După două decenii petrecute în ligile regionale, Politehnica a promovat în prima divizie în 1948. A câștigat primul său trofeu în campania 1957–58, când a învins Progresul București în finala Cupei României. La nivel internațional, Alb-Violeții și-au făcut debutul în competițiile europene în Cupa UEFA 1978-1979, când au trecut de MTK Hungária în prima rundă. Politehnica a obținut cel mai mare rezultat în campionatul național după ce a terminat pe locul doi în Liga I 2008-2009. A repetat performanța în sezonul 2010-2011, dar a retrogradat după ce nu a putut obține o nouă licență de participare din cauza datoriilor neplătite și a fost în cele din urmă desființată în 2012.
În urma dizolvării, două entități au pretins că sunt succesorul său moral - ACS Poli Timișoara și SSU Politehnica Timișoara. Universitatea Politehnica Timișoara, proprietarul brandului Politehnicii Timișoara, l-a cedat pentru utilizare gratuită clubului ACS Poli între 2012 și 2021, și apoi la SSU Politehnica începând cu 2021.

## Istoric

### Începuturi și ligi inferioare (1921–1945)
Echipa studențească, a fost fondată odată cu crearea universității politehnice de către Traian Lalescu în 1921, sub numele de Societatea Sportivă Politehnica Timișoara. Scopul său inițial a fost de a oferi studenților universitari o oportunitate de face mișcare într-un mediu competitiv. Logistica sportului s-a dovedit problematică, deoarece existau limitate mijloace financiare disponibile. Datorită contribuțiilor strânse de la profesori și angajați universitari, clubul și-a cumpărat primele echipamente de fotbal, cu dungi verticale alb-negru, și a închiriat stadionul de fotbal „Patria”. Abia în 1928 clubul și-a dezvoltat propriul teren de antrenament, „Politehnica”, care a fost construit de voluntari. Jucătorii echipei au fost aleși pe merit din bazinul de elevi și liceeni timișoreni, care s-au antrenat după orele de școală în timpul săptămânii și au jucat fotbal în weekend. Astfel Poli a stat în conul de umbră al marilor echipe ale orașului din perioada interbelică, CA Timișoara, RGMT, Ripensia și Chinezul.
După ce a petrecut trei ani în Campionatul Districtual II, alături de echipele Patria, Progresul, Dura și altele, Politehnica a câștigat promovarea la primul nivel în 1924, învingând-o pe Kadima Timișoara. Clubul s-a consolidat în anii următori, ajungând chiar pe locul 2 la Campionatul Districtual I 1926–27, când Politehnica a pierdut la un singur punct în fața Chinezul, care era unul dintre cele mai cunoscute nume de fotbal din România la acea vreme. Cu toate acestea, nivelul competitiv nu putea fi susținut cu ușurință de un club universitar, deoarece era supus intrării și ieșirii de jucători condiționate de statutul lor de student, ei au fost antrenati pe gratis de antrenorul italian Carnelli. După un declin spre sfârșitul deceniului, punctul cel mai de jos a venit la începutul anilor 1930, între 1931 și 1933, când din cauza resurselor materiale insuficiente, Politehnica a fost nevoită să-și suspende activitățile fotbalistice. A reapărut în 1934, dar a rămas un club modest, cu clasamente la mijlocul clasamentului în Campionatul Districtual I, precum și în Divizia C și Divizia B, odată înființate.
În timpul războiului, campionatele naționale au fost suspendate și toate activitățile fotbalistice reduse la meciuri amicale și „Cupa Eroilor” (1943–44). Până la al doilea război mondial, Politehnica a fost departe de clubul de fotbal numărul unu Timișoara. Chinezul și apoi Ripensia au câștigat mai multe campionate ale României, în timp ce clubul studenților nu a reușit să obțină rezultate similare.

### A devenit unul dintre cluburile notabile ale orașului (1945–1991)

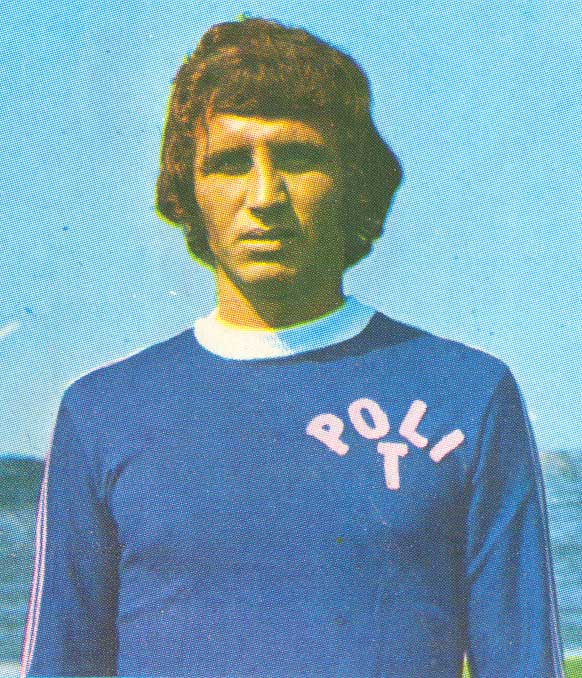
Dan Păltinișanu a totalizat 271 de meciuri de ligă pentru Politehnica Timișoara între 1973 și 1983. Cel mai mare stadion din oraș îi poartă numele.

După război și după o scurtă vreme de succes a rivalei CFR Timișoara, însă, Poli a preluat ștafeta fotbalului timișorean, cu România sub regim comunist, aceste decenii au fost o provocare pentru Politehnica, deși clubul a reprezentat o instituție de învățământ de cel mai înalt nivel, nu a reușit la nici un moment dat să egaleze rezultatele obținute de cele două mari echipe ale Timișoarei înaintea perioadei comuniste. Având de suferit din cauza regimului dictatorial și deservind echipele centrale cu jucători, în mod silit, echipa emblemă a Timișoarei a oscilat adesea între primele două eșaloane. Numeroasele promovări și retrogradări dintre primele două ligi naționale au fost contrastate de cele două cupe ale României câștigate și de primele incursiuni ale clubului în fotbalul internațional.
În ciuda câtorva prezențe sporadice în cupele europene și a eliminării unor cluburi precum Celtic Glasgow și Atletico Madrid, Poli nu a reușit să câștige niciodată campionatul României. Totuși, a propulsat mai mulți jucători la Naționala de fotbal a României, cu oameni ca Sfera, Ignuța, Deheleanu, Chiroiu, Pop, Protopopescu și Sepi toți purtând tricourile naționale.
Politehnica a promovat pentru prima dată în liga de top a României, Divizia A, în 1948, și a jucat sub numele CSU Timișoara în primul sezon. Promovarea în A, s-a realizat, cu următorii jucători: Corbus, Păcurariu, Mazăre, Mioc, Popescu, Marcu, Andreescu, Meghie, Iovan, Rădulescu, Dee, Morja, Chioreanu, Francescovici și Baciu, condusi de antrenorul V. Carte. La scurt timp după aceea (din 1950), clubul a fost redenumit Știința Timișoara, în conformitate cu nomenclatorul dorit al vremurilor. În ciuda faptului că a suferit prima retrogradare în 1951, deceniul a fost unul neobișnuit de consistent, clubul revenind rapid în divizia superioară și rămânând acolo până în sezonul 1959. Punctul culminant al anilor Știința a fost cucerirea Cupa României 1957-1958, o victorie cu 1–0 împotriva Progresul București, cu clubul terminând pe primul loc în ligă în același sezon, dar pierzând la diferența de goluri.

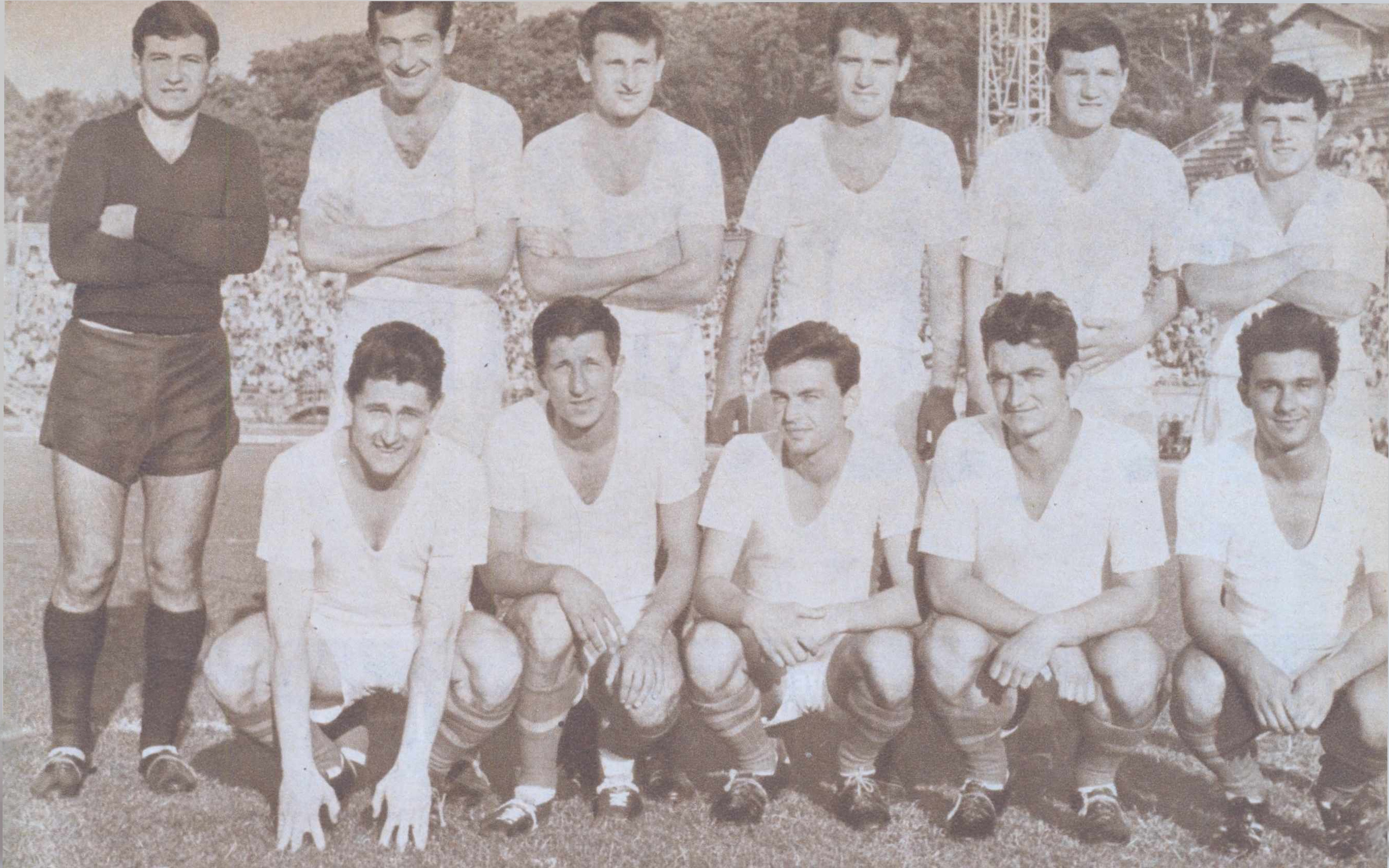
Echipa din 1965

Următorul deceniu a văzut clubul luptând pentru a rămâne în prima ligă, în special spre sfârșitul anilor '60. Totuși, atunci a început să prindă contur identitatea modernă a clubului. În primul rând, în 1963, a fost finalizat cel mai mare stadion din Timișoara. Inițial a fost numit „1 Mai”, în onoarea Ziua Muncitorilor Socialiști, înainte de a fi redenumit de mai multe ori în anii 90 și, în final, s-a instalat pe Stadionul Dan Păltinișanu. În al doilea rând, clubul a revenit la denumirea anterioară de Politehnica Timișoara în 1966 și a mers să joace în următoarele cinci decenii pe stadionul construit atunci.
Când Politehnica s-a întors în prima ligă în 1973, după ce s-a chinuit să câștige promovarea timp de câțiva ani, a continuat să sărbătorească una dintre cele mai bune succese ale sale în clasamentul de vârf. Cu oameni ca Emeric Dembrovschi și Dan Păltinișanu în echipă, care ambii au jucat pentru România și au devenit unii dintre cei mai participați jucători din istoria clubului, și sub conducerea prof. Ion V. Ionescu, Politehnica a pierdut finala cupei din acel sezon. După ce a reușit un loc al treilea în ligă cu managerul Angelo Niculescu în 1978, Politehnica a participat pentru prima dată la o competiție continentală. A fost Cupa UEFA 1978-1979, unde „Poli” a învins MTK Budapesta (2–0 și 1–2), fiind apoi eliminată de Honved Budapesta (2–0). și 0–4) în turul următor.
Clubul a rămas constant și a reușit să câștige în sezonul următor al doilea trofeu de cupă, învingând Steaua București cu 2–1, după prelungiri. Politehnica s-a calificat astfel în Cupa Cupelor UEFA, unde a reușit să-l elimine pe Celtic Glasgow (1–0 și 1–2), înainte de a fi învinsă de West Ham United (1–0 și 0–4) în manșa secundă. În ciuda pierderii unei alte finale a Cupei României în 1981, clubul s-a calificat încă o dată în Cupa Cupelor UEFA, unde a pierdut cu Leipzig 2–5 la total.
După ce a retrogradat în 1983, Politehnica a jucat între Divizia A și Divizia B, cu promovări în 1984, 1987, 1989 și retrogradări în 1986 și 1988. Fanii au numit în mod ironic această perioadă „anii ABBA”.
Întrucât Revoluția Română, care a început la Timișoara, a semnalat sfârșitul unei ere, Politehnica a reușit să obțină cel mai impresionant rezultat de până acum în competițiile europene, eliminând Atlético Madrid (2–0 și 0–1) în [ [Cupa UEFA 1990–91]].

### După privatizare (1991–2001)
Din ordinul statului, toate instituțiile publice au fost nevoite să renunțe și să reorganizeze orice club sportiv deținut în 1991, pentru a le privatiza efectiv. Drept urmare, alături de clubul de fotbal nou organizat a apărut și o asociație non-profit, AFC Politehnica Timișoara. Acesta din urmă, format din jucători și personal anterior al clubului, a fost mandatat să dețină și să protejeze înregistrările clubului și proprietatea intelectuală.
Cântecul de lebădă al clubului, aproape de vârful fotbalului românesc pentru următorul deceniu, urma să fie sezonul 1991–92. Poli a terminat pe locul 5 și a ajuns și în finala Cupei României, doar pentru a o pierde la penalty-uri împotriva Steaua București. Participarea ulterioară la Cupa UEFA 1992-1993, a făcut ca clubul să remizeze împotriva lui Real Madrid (1–1 la Timișoara), înainte de a fi învins în retur (0–4). Politehnica a pierdut mai mulți jucători cheie în anii de după privatizarea forțată, ceea ce a dus încet-încet la prăbușirea echipei. În mai puțin de douăzeci și patru de luni de la egalitatea cu Real, clubul a fost retrogradat în Divizia B în 1994. În ciuda unei reveniri rapide în prima ligă în 1995, Poli nu a reușit să-și consolideze poziția și a fost retrogradată în curând după sezonul 1996–97.
Incapacitatea de a reveni duce la presiuni financiare tot mai mari. Clubul a fost deținut temporar de un om de afaceri din Timișoara între 1998 și 2000, înainte ca autoritățile locale să accepte oferta unui investitor italian, Claudio Zambon, de a prelua Politehnica. În ciuda unei cheltuieli financiare inițiale, Poli a terminat pe locul 15 și a fost retrogradat în liga a treia, Divizia C, unde jucase ultima oară în 1938. Pentru a evita un astfel de rezultat, Zambon și autoritățile locale au încheiat o înțelegere cu un club din liga a doua, Dacia Pitești, și și-au achiziționat licența de participare la Divizia B. După ce nu a reușit să câștige promovarea în top, sezonul 2001–02 a reprezentat o provocare de netrecut pentru Politehnica. Plecarea lui Zambon în urma unor neînțelegeri cu autoritățile locale a făcut ca clubul să se confrunte cu dificultăți financiare. Cu minus opt puncte în clasament, din cauza datoriilor neachitate, încă o dată clubul trebuia să retrogradeze în divizia a treia.

### Mutarea AEK București la Timișoara

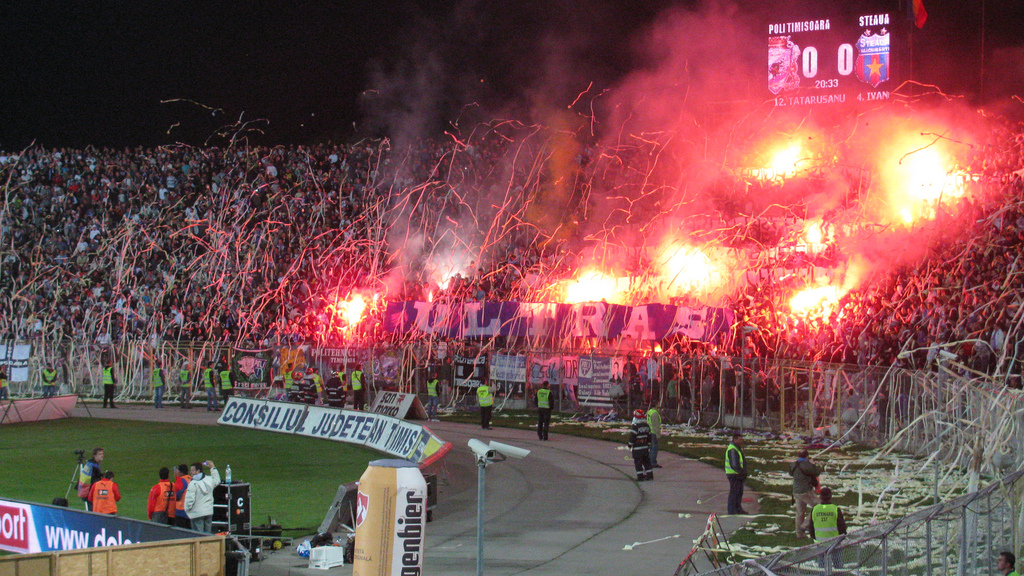
Suporterii Poli Timișoara în timpul unui meci de prima ligă împotriva FC Steaua București, aprilie 2011.

În 2002, în urma unor conflicte cu membrii fondatori ai clubului, Zambon a decis mutarea echipei la București. Clubul proaspăt promovat în prima ligă, AEK București, s-a mutat, în urma deciziei managerului Anton Doboș, la Timișoara. A fost redenumită Politehnica AEK Timișoara după fuziunea cu CSU Politehnica, club deținut și condus de Universitatea Politehnica, și a primit sprijinul deplin al autorităților locale și al fanilor alb-violet. După un prim sezon dificil, care a necesitat un play-off spectaculos pentru retrogradare împotriva Gloria Buzău AEK s-a consolidat în sezonul următor, terminând pe o poziție sigură la mijlocul tabelului. Mai mult, începând cu sezonul 2004–05, echipa și-a schimbat numele în FCU Politehnica Timișoara, încercând să-și restabilească fosta identitate.
Revenirea în Divizia A a fost urmată la scurt timp de venirea unui sponsor puternic, în persoana fostului președinte al clubului, 
Marian Iancu, și a firmei cu sediul la Londra, Balkan Petroleum. Sponsorii respectivi au început să investească masiv în echipă, dorind ca echipa timișoreană să devină o putere a Ligii I. Prin urmare au fost aduși mulți fotbaliști de la FC Național București între care: Gabriel Caramarin, Gigel Coman, Marius Popa și antrenorul Cosmin Olăroiu. Clubul a primit porecla „EuroPoli” pentru ambițiile proaspăt găsite de a ajunge în vârful fotbalului românesc.

### Litigiul cu Claudio Zambon
De la mutarea clubului AEK București în Timișoara, a început o serie de controverse între Claudio Zambon, patronul clubului de liga a IV-a și conducerea clubului mutat la Timișoara. Claudio Zambon a susținut că palmaresul și culorile clubului îi aparțin și că AEK nu avea dreptul să preia numele de Politehnica și să folosească culorile alb-violet. Clubul Politehnica AEK a susținut că a primit dreptul de utilizare a culorilor prin contractul de asociere semnat cu membrii fondatori.
Litigiul a ajuns până la Tribunalul de Arbitraj Sportiv de la Lausanne, care a dat dreptate lui Zambon, obligând gruparea lui Marian Iancu să-și schimbe numele și să folosească alte culori. Astfel, în 2007, echipa lui Marian Iancu și-a schimbat numele în FC Politehnica Știința 1921 Timișoara, dar Tribunalul de Arbitraj Sportiv a considerat că noua denumire este în continuare ușor de confundat cu cea a clubului din liga a IV-a, dând ca termen limită pentru schimbarea numelui data de 30 iunie 2008, altfel acest club ar fi putut să nu fie primit în Cupa UEFA, competiție în care s-a calificat în sezonul 2007-2008 al Ligii I. În consecință, de la această dată, clubul a fost redenumit Fotbal Club Timișoara, iar culorile clubului au devenit mov-alb-negru.
Curtea Constituțională a respins apelul făcut de Claudio Zambon în instanță pentru recunoașterea palmaresului despre care afaceristul italian susținea că ar fi de drept în posesia lui. Universitatea Politehnica a câștigat astfel în instanță recunoașterea faptului că numele și culorile înregistrate la OSIM sunt „marcă înregistrată” și aparțin de drept acesteia.
La începutul lunii septembrie, www.banateanul.ro dezvăluia în exclusivitate faptul că Oficiul de Stat pentru Invenții și Mărci a trimis o adresă clubului FC Timișoara, prin care certifica faptul că „Politehnica 1921 Știința Timișoara” este marcă înregistrată, iar culorile, stema și toate celelalte însemne aparțin de drept clubului.
La 28 iunie 2008, în urma modificării înregistrate la Registrul Comerțului, FC Timișoara a redevenit Politehnica Timișoara, iar începând cu sezonul 2010-2011 va avea dreptul să folosească din nou denumirea de la data înființării clubului.
În februarie 2011, Curtea de Apel București a decis că SC Fotbal Club Politehnica Timișoara SA, societatea la care Zambon era acționar, nu a intrat la data înființării sale în posesia mărcii, culorilor și a palmaresului clubului, acestea rămânând în proprietatea Asociației Fotbal Club Politehnica Timișoara, condusă de Marian Iancu. În motivarea deciziei se precizează că Asociația Fotbal Club Politehnica Timișoara nu a operat nicio transmitere a patrimoniului către societatea pe acțiuni deținută de Claudio Zambon și că a continuat să existe și să funcționeze chiar după întocmirea actului constitutiv al societății pe acțiuni.

### Anii de glorie și decăderea
Rezultatele pe teren s-au îmbunătățit imediat după preluare, dar un salt pe podiumul Ligii 1 s-a dovedit evaziv până în 2008–09, când Politehnica a terminat pe locul secund, fapt repetat două sezoane mai târziu. Cu toate acestea, clubul s-a alăturat fotbalului european în sezonul anterior, calificându-se în Cupa UEFA – la șaisprezece ani de la ultima apariție împotriva lui Atletico Madrid. Au urmat mai multe apariții europene, culminând cu calificarea în turul 3 preliminar al UEFA Champions League 2009-2010. Echipa i-a învins pe deținătorii Cupei UEFA Șahtar Donețk, dar a fost eliminată din competiție în Playoff, ceea ce le-a dat dreptul totuși să participe în faza grupelor Europa League .

### Retrogradarea în Liga a II-a
În ciuda faptului că a terminat pe locul al doilea în Liga I 2010-2011, echipa a fost retrogradată în Liga II după ce clubul nu a îndeplinit cerințele pentru obținerea licenței necesare pentru a juca în prima divizie. În urma retrogradării, Marian Iancu nu a mai finanțat echipa și mulți jucători au plecat pe unde au putut.
Au jucat în Liga a II-a 2011-2012 sub numele de Politehnica Timișoara și au câștigat promovarea înapoi în Liga I, dar li s-a refuzat din nou licența și au fost dizolvați în septembrie 2012.
ACS Recaș a fost mutat la Timișoara și a fost redenumit ACS Poli Timișoara, dar suporterii au decis să susțină echipa de amatori ASU Politehnica Timișoara, având în vedere că ACS Poli Timișoara este o fraudă și o manevră politică.
Federația Română de Fotbal a anunțat, înainte de începerea campionatului Liga a II-a 2021-2022, că Universitatea Politehnică Timișoara, deținătoarea siglei, istoriei și a tuturor evidențelor fotbalistice ale Politehnicii Timișoara, aprobă utilizarea dintre acestea de către SSU Politehnica Timișoara. Deci din punct de vedere juridic, de acum înainte, această echipă va fi considerată succesorul oficial și legal al vechii echipe FC Politehnica Timișoara.

## Stadion

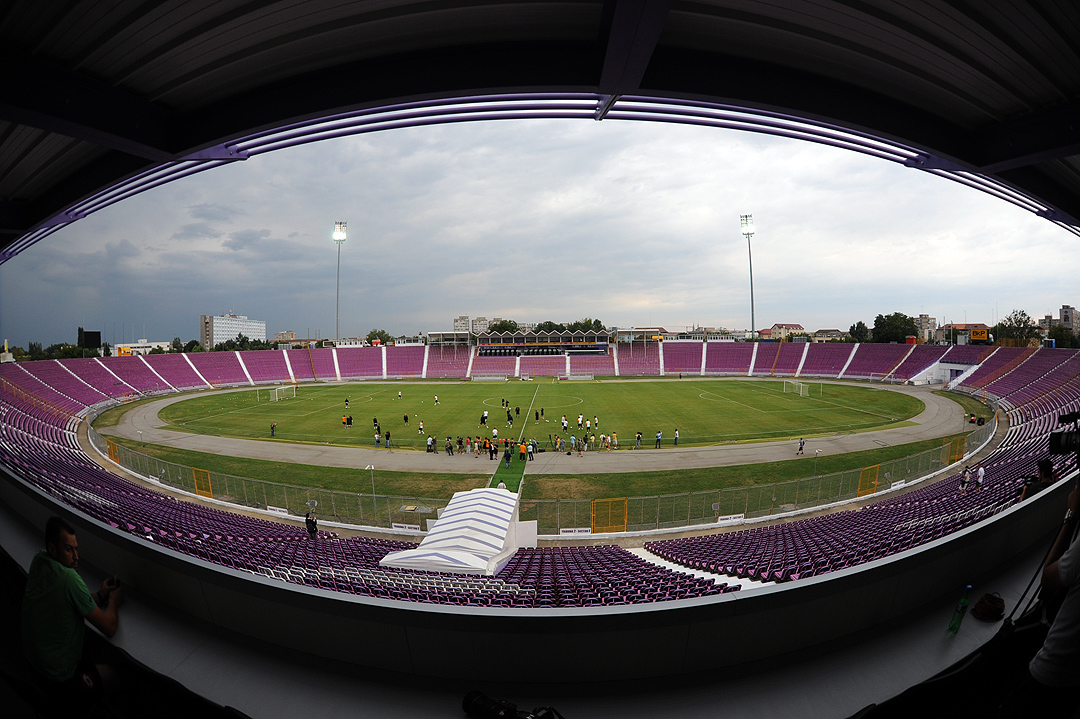
Stadionul "Dan Păltinișanu"

Stadionul de fotbal „Dan Păltinișanu” din Timișoara a fost construit în anul 1963, când avea 40 000 de locuri, iar în ultimii ani a suferit numeroase lucrări de modernizare. În prezent, are capacitatea de 32 019 de locuri (pe scaune) și instalație de nocturnă de 1 456 de lucși.
Stadionul poartă numele fotbalistului timișorean Dan Păltinișanu (1951–1995) care a jucat 10 sezoane la FC Politehnica Timișoara.

## Echipa a doua
Fotbal Club Politehnica Timișoara II a fost echipa a doua a Politehnicii Timișoara. Înainte de desființare, clubul evolua în Liga a III-a Seria 5.

## Suporteri

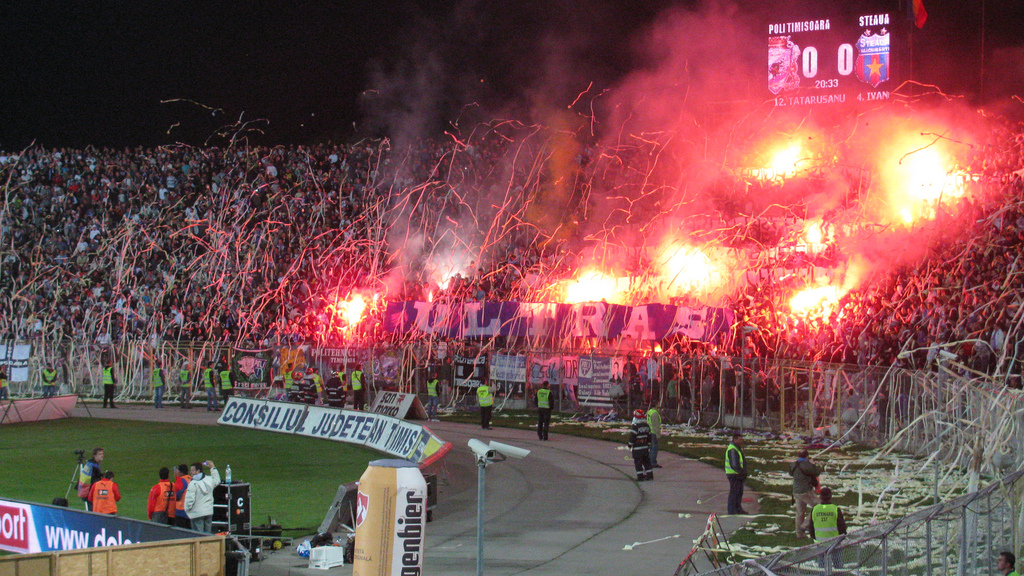
Suporterii echipei la meciul cu Steaua București (0–0)

Commando Viola Ultra Curva Sud (pe scurt CVUCS) s-a înființat în anul 1995 și este una dintre cele mai cunoscute galerii din România. Fanii, aflați la peluza sud a stadionului, sunt renumiți pentru modul lor de a-și susține echipa favorită, și totodată pentru atitudinea și scandările lor anti-București, care sunt adresate în special celor de la Dinamo București și Steaua București. Totuși, cei mai mari rivali ai fanilor alb-violeți sunt cei de la UTA, echipa din Arad aflată la numai 60 km de Timișoara. Deseori există violențe între cele două galerii înaintea, cât și după disputarea partidei dintre cele două echipe rivale.

## Jucători celebri  lansați de club
- Cosmin Contra
- Iosif Rotariu
- Dan Alexa
- Paul Codrea
- Gabriel Torje
- Sorin Vlaicu
- Srgian Luchin
- Cristian Scutaru
- János Székely
- Cristian Bărbuț

## Palmares

Stemele de-a lungul istoriei

### Național
Liga I
-  Vicecampioană (2): 2008-09, 2010-11

Liga II
-  Campioană (10) - record: 1947–48, 1952, 1959–60, 1964–65, 1972–73, 1983–84, 1986–87, 1988–89, 1994–95, 2011–12
-  Vicecampioană (1): 1970–71

 Cupa României
-  Câștigătoare (2): 1957-58, 1979-80
-  Finalistă (6): 1973-74, 1980-81, 1982-83, 1991-92, 2006-07, 2008-09

### European
Cupa UEFA
- Turul al doilea (2): 1978-1979, 1990-1991

Liga Campionilor
- Baraj de calificare (1): 2009-10
- Turul al treilea (1): 2009-10

UEFA Europa League
- Faza grupelor : 2009-10

### Meciuri disputate în cupele europene
| 2009-2010        |          |                   |
| Turul al treilea | 0-0; 2-2 | FC Șahtior Donețk |
| Play - Off       | 0-2; 0-0 | VfB Stuttgart     |

| 2008-2009 | Turul întâi     | 1-2; 0-1 | Partizan Belgrad  |
| 1992-1993 | Turul întâi     | 1-1; 1-4 | Real Madrid       |
| 1990-1991 | Turul întâi     | 2-0; 0-1 | Atlético Madrid   |
| 1990-1991 | Turul al doilea | 2-0; 0-7 | Sporting Lisabona |
| 1978-1979 | Runda întâi     | 2-0; 1-2 | MTK Budapesta     |
| 1978-1979 | Runda a doua    | 2-0; 1-4 | Honvéd            |

| 2009-2010        |                      |                 |
| Grupe            |                      |                 |
| 1-2; 0-0         | Ajax Amsterdam       |                 |
| 0-0; 1-3         | Anderlecht Bruxelles |                 |
| 0-3; 2-1         | Dinamo Zagreb        |                 |
| 2010-2011        |                      |                 |
| Turul al treilea | 3-3; 2-1             | MYPA            |
| Play - Off       | 0-1; 0-2             | Manchester City |

| 1981-1982 | Calificări   | 2-0; 0-5 | Leipzig         |
| 1980-1981 | Runda întâi  | 1-0; 1-2 | Celtic Glasgow  |
| 1980-1981 | Runda a doua | 1-0; 0-4 | West Ham United |

### Bilanț general
UEFA Champions League:
| Apariții | Meciuri | Victorie | Egal | Înfrângere | GP | GÎ |
| -------- | ------- | -------- | ---- | ---------- | -- | -- |
| 1        | 4       | 0        | 3    | 1          | 2  | 4  |

Cupa UEFA/UEFA Europa League:
| Apariții | Meciuri | Victorie | Egal | Înfrângere | GP | GÎ |
| -------- | ------- | -------- | ---- | ---------- | -- | -- |
| 6        | 22      | 6        | 4    | 12         | 20 | 38 |

Cupa Cupelor UEFA:
| Apariții | Meciuri | Victorie | Egal | Înfrângere | GP | GÎ |
| -------- | ------- | -------- | ---- | ---------- | -- | -- |
| 2        | 6       | 3        | 0    | 3          | 5  | 11 |

Total:
| Apariții | Meciuri | Victorie | Egal | Înfrângere | GP | GÎ |
| -------- | ------- | -------- | ---- | ---------- | -- | -- |
| 9        | 32      | 9        | 7    | 16         | 27 | 53 |